# Ранок з Україною
«Ранок з Україною» — інформаційно-розважальне ранкове шоу виробництва каналу «Україна».

## Історія
Перший випуск програми «Ранок з Україною» вийшов в ефір 9 вересня 2013 року. Через менш як пів року, шоу переформатували.
За час існування шоу його ведучими були: Анатолій Анатоліч, Ірина Хоменко, Григорій Герман, Олександр Шадров, Лілія Ребрик, Слава Дьомін, Андрій Сініцин, Тала Калатай, Світлана Катренко, Владислав и Дмитро Грузинські, Ольга Бутко, Антон Диндарь.
Також, над шоу працювали Слава Соломка, Юлія Савостіна, Олександр Тесленко, Діно Дал Борго, Сергій Лівадний, Микола Матросов, Олександр Пилипенко, Ірина Старкова, Анна Андрієнко, Юлія Зорій та інші українські журналісти на телеведучі.
24 лютого 2022 року «Ранок з Україною» тимчасово через війну не виходив. У квітні 2022 року «Ранок з Україною» повернувся в ефір, але не на довго.
З 11 липня 2022 року «Ранок з Україною» припинив свою роботу.

## Нагороди
- 3 місце у номінації «Спеціальний проєкт наживо (марафон, стрим)» премії «Телетріумф-2018».[8]